# پرچم اروگوئه
پرچم اروگوئه (به اسپانیایی: Bandera de Uruguay‎) یکی از سه پرچم رسمی اروگوئه به همراه پرچم آرتیگاس و پرچم سی و سه است. دارای میدانی از نه نوار افقی برابر است که به‌طور متناوب سفید و آبی است و دارای کانتون سفید است و خورشید مه، که از آن ۱۶ پرتوی متناوب مثلثی و موجی امتداد می‌یابد، در آن جای گرفته است.  این پرچم نخستین بار توسط قانون در ۱۸ دسامبر ۱۸۲۸ تصویب شد و تا ۱۱ ژوئیه ۱۸۳۰ دارای ۱۹ نوار متناوب سفید و آبی بود، تا زمانی که قانون جدید تعداد نوارهای متناوب را به ۹ کاهش داد. این پرچم توسط خواکین سوارز طراحی شده است.

## پرچم‌های تاریخی
- پرچم Provincia Oriental به عنوان بخشی از استان‌های متحد
(۱۸۲۵–۱۸۲۸)
- پرچم کشور شرقی اروگوئه
(۱۸۲۸–۱۸۳۰)

### انواع
در طول محاصره بزرگ مونته‌ویدئو (۱۸۴۳–۱۸۵۱) اروگوئه دارای دو دولت موازی با دو پرچم متفاوت بود:
- پرچم استفاده شده توسط دولت سریتو در طول جنگ داخلی اروگوئه.
- پرچم استفاده شده توسط دولت دفاع در طول جنگ داخلی اروگوئه.

## نگارخانه
- پرچم در تاریخی ورزشگاه سنتناریو تاریخی، مونته‌ویدئو.
- پرچم در ورزشگاه سنتناریو
- پرچم در کولونیا دل ساکرامنتو
- خورشید مه
- پرچم در کاخ قانونگذاری
- پرچم تاریخی از بازی‌های المپیک ۱۹۲۴
- پرچم در اوترانتو